# 魂斗罗 (游戏)
《魂斗罗》是日本科乐美公司于1987年发行的街机卷轴射击游戏系列，后来移植到其他多个平台。玩家扮演特種部隊，面对大量的敌人，从人和机器到异形和外星人。在战斗途中，玩家可以击落飞行的特殊目标来获得各种强化。游戏的成功卖点包括支持两个玩家同时进行游戏，以及第二关和第四关的纵深视角。

## 玩法

### 流程
FC日版游戏在每个场景开始前会出现一张简略地图提示目前所处位置，在玩家损失全部生命而选择接关时，也将自动从该场景起始处重新开始。
遊戲分8個场景：密林地帶、敵方基地1、瀑布、敵方基地2、冰天雪地、能量地帶、仓库、異形巢穴。第2、4关敌方基地为特殊的背后仿3D视角，操作规则略有不同；第3关瀑布为縱向捲軸；其余各场景为橫向捲軸。
在全部通过8个场景后，可看到主角所搭乘的直升飞机脱离爆炸中的岛屿，在日版中，之前另外追加了主角进入飞机的画面，而直升机上有明确的美国星条旗。通关后将再次从第一个场景开始。
(如果在前期有輸入密技在最後會看到紅色神鷹的信 大意是會再回來入侵地球)

### 操作

FC版魂斗罗的游戏画面

玩家在开始时持有普通冲锋枪，可以向八个方向发射，但是在得到强化武器之后会换用其他武器。玩家可以跳跃并在跳跃时用方向键控制移动和开火的方向，而且跳跃时的方向控制在游戏进程中十分重要。和敌人及其发射的子弹的直接接触会造成玩家的死亡，但是他们经常充满整个屏幕，并且往各个方向移动，所以回避它们需要一些技巧。游戏中不时会有橄榄形飞行物出现，将其击破可以出现强化武器，获得这些强化可以增加武器的发射速度、伤害力和发射角度，但是它们在玩家的死亡之后不会被继承。
下面列出的是原始版中的各种强化，在游戏中以标有一个字母的红色鹰表示。括号中是游戏中使用的代号：
- 機關枪(M)：发射频率快，按住武器发射按钮可自动连续发射。
- 霰彈枪(S)：一次向五个角度发射子弹，攻擊範圍寬廣，可說是泛用性最高的彈種。(快速連發聚集在中間 是速通常用技巧)
- 雷射枪(L)：具有穿透能力，單發攻擊力最強的武器。(快速連發會卡在槍頭)
- 火球枪(F)：发射圈狀移動的子弹，威力尚可但用途少。
- 快速发射(R)：发射频率增加，（可以和其他武器叠加生效）。
- 无敌(B)：在一段时间内让玩家无敌，此时玩家的颜色不断闪烁，自动消灭任何撞中自己的敌人。但是中途掉落悬崖仍會死亡。
- 瞬间清空（金色閃鷹无字母）：一瞬间令画面内所有敌人全灭，包括了士兵跟機械砲塔。

游戏支持两个玩家同时进行游戏，在第三关，两个玩家需要协调行动以避免一个玩家跳跃时，另一个被拉出屏幕（这是致命的）。游戏的节奏很快，而且初始生命数只有3，通过得分获得的奖励生命比较少，所以通关需要熟练的技巧。玩家可以通过秘技来增加初始生命数，或者在一些版本中选择初始生命数和游戏难度。游戏也以游戏场景的末尾的占据大半屏幕的大型敌人著称。

## 剧情
最初的日本版剧情设定于27世纪。公元2631年，一颗神秘的陨石坠落于新西兰附近的虚构的加鲁加群岛。两年后的2633年，地球联邦政府获悉武装组织“红色猎鹰”在陨石坠落地点附近建立了军事基地并意图利用陨石内的异形开发毁灭人类的兵器。于是，地球联邦海军陆战队派遣其所属的魂斗羅小队的上等兵比爾·雷澤（ Bill Rizer，1P）和蘭斯·比恩（ Lance Bean，2P）前往摧毁“红色猎鹰”及异形。红色猎鹰的标志在游戏中表现为运载强化武器的工具。在美版的故事情节中，时间改为现今，而地点改为南美的玛雅神庙。陨星的坠落时间改为三十年前，而主角的昵称改为瘋狗（英語：Mad Dog）和毒蝎（英語：Scorpion）。在欧洲发售的版本（名字为Probotector）的剧情基本和日本版相同，但是主角和一些敌人都改成了机器人。但是，在新的版本中，旧的美国版剧情被放弃了。新魂斗羅游戏的美国版的剧情延续旧的日本版剧情。

## 开发
“魂斗罗”的含义是“斗志昂扬，熟练掌握游击战技能，并具有与生俱来超强身体素质的最强战士”。这段话出现在日版PS4《魂斗罗》之中，原始FC日版則寫作「熱い闘魂」。其美版英文名Contra则来自于西班牙语la contrarrevolución的缩写，意为“反革命”，Contra是20世纪70年代末至90年代初尼加拉瓜各种亲美反共反政府的右翼反叛团体的统称。
该游戏很明显地受到了当时一些知名的美国好莱坞影片的影响。游戏中的外星人形象和1979年的美国科幻片《异形》如出一辙。遊戲中的兩個主角比爾·雷澤（ Bill Rizer，1P）和蘭斯·比恩（ Lance Bean，2P）的創作原型分別是阿諾·史瓦辛格在《終極戰士》中飾演的艾倫·「達奇」·薛佛少校和西爾維斯特·史泰龍在《第一滴血》中飾演的約翰·藍波。

### 版本差异
游戏最初在1987年以街机游戏的形式发布，只包含5个场景。在1988年被Ocean Software以Gryzor的名字移植到ZX Spectrum、Amstrad CPC和Commodore 64。科乐美公司自己在1988年将其移植到FC平台。FC版本游戏一共分8个场景，其中最后4个场景系街机版最后1个场景在移植后打散的成果。1989年在日式计算机MSX上发布移植版，这个版本在FC版本的基础上多出了10个场景。2011年，科乐美在中国大陆推出了街机版的《魂斗罗·进化革命》，这是移植自手机的FC版本的复刻版，并将系统强化至类似《魂斗罗4》的方式。有四位角色可供选择，可以保留多种武器并自由切换。2013年推出Android和iOS版本。

## 影响

两人正在打魂斗罗

在中国大陸，紅白機版的魂斗罗影响當時游戏玩家，與《超级马里奥兄弟》齊名成為当时最普及流行的FC游戏之一，但也因此出現很多盜版的《魂斗羅》遊戲。
游戏的秘技也就是著名的科乐美秘技，是在标题画面依次按“上上下下左右左右BA”，选定玩家数目并按开始键。如果输入成功，玩家的初始生命数会从3增至30。这个秘技最初出现于科乐美公司的游戏《宇宙巡航機》中，后来在科乐美公司的其他游戏中继续使用，例如《宇宙巡航艦》的续作《沙羅曼蛇》。
在FC版的第六關存在一個花版的BUG，會使一個敵兵的圖形顯示不正常變成類似青蛙嘴的模樣。由此出現一個傳言：只要在合適的時機跳到敵兵身上，就可以進入隱藏的八个關卡。這個傳言最初在香港传出，后来通过《家用电器》杂志1995年第5期传入大陆。该BUG實際上是受到FC機能限制，程序错误将杂兵外观，改成该关Boss皮肤贴图的一部分。很多人信以為真並苦苦尋找。也有不少人聲稱自己成功進入。但後來科乐美在接受香港遊戲媒體採訪時明確表示FC版本魂斗羅並不存在隱藏關卡。另有玩家通過對魂斗羅的ROM進行反彙編得出結論：「水下八關」根本不存在。中國遊戲視頻作者敖廠長认为“水下八关”的真正源头是MSX2主机上的魂斗罗，MSX版本魂斗罗的卡带上除Boss战外一共有16关，真正的水下八关是打完陆上所有关卡之后主角会向海平面进发，并且到达海底。但也有人指出说明书在地图上标示为「地下」、MSX版本当时并未在中国流行以及「八关」为牵强凑数等不合理处进行辟谣。而傳言發展的基礎是日版遊戲容量為256KB，美版只有128KB，因此有人懷疑多出一倍的容量也就有一倍關卡隱藏；但真相是日版多了一塊特效晶片和過場動畫，畫面品質較好，背景樹木會飄動，而美版並未被日本特效晶片公司授權，所以沒有此晶片和相關軟體。除此之外，在被证实为谣言前，也流传因为画面出错，而使最终关呈现蓝色调的「水下第八关」。
《魂斗罗》另一個傳言是存在第三個主角可選，甚至有人將其和水下八關傳說連結，称打贏後會出現；但其實並不存在，而是罕见的《魂斗罗》歐洲版畫面。因為歐洲80年代遊戲審查機制已經上路並且嚴格，不允许出现大量殺人的內容，所以歐版將主角和敵人都替換成機器人，改名為《守護機甲》（Probotector），關卡和音樂則完全不變。